# Canhotinho (futebolista)
Milton de Medeiros, mais conhecido como Canhotinho (São Paulo, 15 de julho de 1924 — São Paulo, 28 de julho de 2008), foi um futebolista brasileiro que atuou como ponta-esquerda.

## Carreira
Começou nas categorias de base do Palmeiras, onde subiu para o profissional em 1943 e só saiu após uma década, em 1953, para defender o francês RCF Paris.
No clube paulista foi onde o jogador viveu sua melhor fase, conquistando diversos torneios, dentre eles destacam-se: Campeonato Paulista (1944, 1947 e 1950) e a Copa Rio de 1951.
Teve passagem pela seleção brasileira, conquistando, em 1949, o campeonato sul-americano (atual Copa América).

## Morte
No dia 28 de julho de 2008, em uma madrugada de segunda-feira, decorrente de uma forte pneumonia, que gerou insuficiência respiratória, o ex-jogador morreu, aos 84 anos.

## Títulos
Palmeiras
- Copa Rio: 1951
- Torneio Rio-São Paulo: 1951
- Campeonato Paulista : 1944, 1947, 1950
- Taça Cidade de São Paulo: 1946

Seleção Brasileira
- Copa América: 1949

### Outras Conquistas
Palmeiras
- Taça Aniversário do Fortaleza de Sorocaba: 1945
- Troféu Tuffy-Fried: 1945
- Troféu Antônio Feliciano: 1945
- Torneio de Belo Horizonte: 1945
- Taça Armando Albano: 1946
- Taça 7 de setembro: 1946
- Taça Comércio de Batatais: 1947
- Taça de Campeões São Paulo-Bahia: 1948
- Troféu Otto Barcello: 1948
- Troféu Malmö: 1949

Seleção Brasileira
- Copa Rio Branco: 1947[9]

## Menções em Livros
- Aldo Rebelo: «Palmeiras X Corinthians 1945 - O Jogo Vermelho», Editora UNESP (pág. 88)